# Alt Tucheband
Alt Tucheband è un comune di 814 abitanti del Brandeburgo, in Germania.

Appartiene al circondario del Märkisch-Oderland ed è parte dell'Amt Golzow.

## Geografia antropica

### Suddivisioni amministrative
Il territorio comunale si divide in 3 zone (Ortsteil), corrispondenti al centro abitato di Alt Tucheband e a 2 frazioni:
- Alt Tucheband (centro abitato)
- Hathenow
- Rathstock

## Società

### Evoluzione demografica
- Sviluppo della popolazione dal 1875 entro gli attuali confini (Linea Blu: Popolazione; Linea puntata: Confronto dello sviluppo della popolazione dello stato del Brandenburgo; Sfondo grigio: Ai tempi del governo nazista; Sfondo rosso: Al tempo del governo comunista)

| Anno | Abitanti |
| ---- | -------- |
| 1875 | 2 864    |
| 1890 | 2 408    |
| 1910 | 1 784    |
| 1925 | 2 078    |
| 1933 | 1 886    |
| 1939 | 1 794    |
| 1946 | 1 553    |
| 1950 | 2 014    |
| 1964 | 1 472    |
| 1971 | 1 441    |

| Anno | Abitanti |
| ---- | -------- |
| 1981 | 1 175    |
| 1985 | 1 155    |
| 1989 | 1 097    |
| 1990 | 1 092    |
| 1991 | 1 073    |
| 1992 | 1 072    |
| 1993 | 1 055    |
| 1994 | 1 031    |
| 1995 | 1 030    |
| 1996 | 1 050    |

| Anno | Abitanti |
| ---- | -------- |
| 1997 | 1 053    |
| 1998 | 1 048    |
| 1999 | 1 049    |
| 2000 | 1 053    |
| 2001 | 1 015    |
| 2002 | 1 011    |
| 2003 | 1 015    |
| 2004 | 1 027    |
| 2005 | 1 026    |
| 2006 | 973      |

| Anno | Abitanti |
| ---- | -------- |
| 2007 | 936      |
| 2008 | 927      |
| 2009 | 914      |
| 2010 | 886      |
| 2011 | 846      |
| 2012 | 811      |
| 2013 | 790      |
| 2014 | 760      |
| 2015 | 766      |

## Infrastrutture e trasporti

### Strade
Il territorio comunale di Alt Tucheband è attraversato dalle strade federali B 1 e B 112.